# Kevin Burnham
Pour les articles homonymes, voir Burnham.
Kevin Burnham, né le 21 décembre 1956 et mort le 28 novembre 2020, est un skipper américain.

## Carrière
Kevin Burnham participe aux Jeux olympiques de 1992 à Barcelone et remporte la médaille d'argent avec Morgan Reeser dans l'épreuve du dériveur double 470. Lors des Jeux olympiques d'été de 2004, il remporte le titre olympique dans la même épreuve aux côtés de Paul Foerster.